# Кухтачев (Тацинский район)
Кухтачев — хутор в Тацинском районе Ростовской области.
Входит в состав Зазерского сельского поселения.
Население хутора — 105 человек.

## География
На хуторе имеются улица Победы и переулок Обливский.

## Население
| 2010 |
| ---- |
| 107  |